# Bulgária természetföldrajza
Bulgária a Balkán-félsziget keleti felén található, délen Görögország (472 km) és Törökország (223 km), nyugaton Észak-Macedónia (162 km) és Szerbia (344 km), északon Románia (605 km) határolja nagyrészt a Duna folyóval. Szárazföldi határainak hossza összesen 1806 km, a fekete-tengeri határának hossza 354 km. Területe 110 994 km².
Bulgária földje változatos, felszínének kétharmada síkság és dombság, az alföldek 31%-ot, a fennsíkok és dombságok 41%-ot, a 600 és 1500 méter közötti hegyek 20%-ot, az 1500 méternél magasabb hegyek 3%-ot tesznek ki. Az átlagos tengerszint feletti magasság 470 méter. Legfontosabb hegységei a Rila–Rodopei-masszívumhoz tartozó Rila, Rodope, Pirin, az Eurázsiai-hegységrendszerhez tartozó Balkán-hegység, valamint a főváros mellett emelkedő Vitosa. Jelentősebb alföldjei, medencéi a Bolgár-tábla, a Szófiai-medence, a Rózsák Völgyének nevezett Karlovói- és Kazanlaki-medence, valamint a Felső-Trák-alföld. A Fekete-tenger partját limánok övezik, itt népszerű üdülőhelyek vannak, mint az Aranyhomok vagy a Napospart. Az ország rövidebb folyókban igen gazdag, a leghosszabb saját folyója az Iszker. Jelentős folyók még a Marica, az Arda, a Tundzsa, a Sztruma, a Meszta. Az ország legnagyobb tava a Burgaszi-tó, a legmélyebb a Várnai-tó. Számos gleccsertó és víztározó található Bulgáriában, de felszín alatti vizekben is gazdag terület.
Bulgária a mérsékelt övben található, jórészt kontinentális éghajlatú, a déli területei egy része pedig közelebb áll a mediterrán éghajlathoz; nagy hatással van éghajlatára a Földközi-tenger és az Atlanti-óceán. A síkságokon és a dombvidékeken 450–850 mm között változik a csapadék mennyisége, a hegyekben 850–1200 mm között. Bulgária talajtakarója rendkívül változatos, mintegy 17 talajfajtát és 28 alfajtát különböztetnek meg; a legelterjedtebb a fahéjszínű talaj és a csernozjom. Természeti kincsekben gazdag ország, jelentős kőszéntartalékokkal, különféle ércekkel, kősóbányákkal, de kőolajat és földgázt is kitermelnek.
Bulgáriában jellemzően közép-európai állat- és növényfajok vannak jelen, bár a magasabb helyeken sarkvidéki és alpesi fajok is előfordulnak. Az egyik legváltozatosabb élővilággal rendelkező európai ország, mintegy 3900 növényfajjal, 210 halfajjal, 37 hüllőfajjal, 428 madárfajjal (ebből 252 fészekrakó), 95 emlősfajjal, 18 kétéltű fajjal. Az országban 3 nemzeti és 11 natúrpark, 55 rezervátum és 35 kezelt természetvédelmi rezervátum (ezekből 16 bioszféra-rezervátum) található.  A Pirin Nemzeti Park és a Szrebarna bioszféra-rezervátum szerepel az UNESCO világörökségi listáján.

## Domborzat

### Hegységek

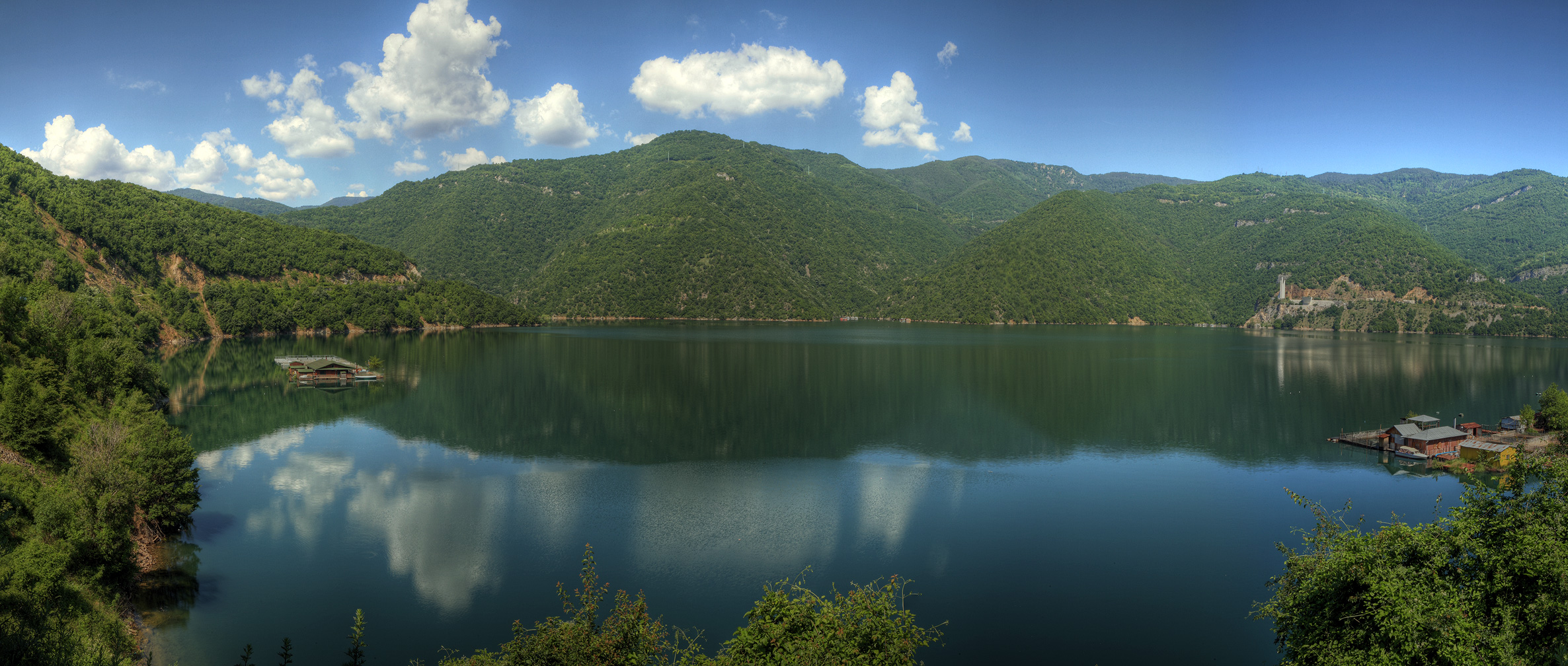
A Vacsa-víztározó a Rodope-hegységben

A legmagasabb bolgár hegység a Rila, mely kristályos palába ékelődött gránittömbökből álló röghegység, a Rila–Rodopei-masszívum része. Területe 2629 km², átlagmagassága 1487 méter. Hegyeinek egyharmada 2000 méternél magasabb. A Rilát úgynevezett nyergek kötik össze a szomszédos hegységekkel. Innen ered, illetve gyűjti össze a vizet a négy legnagyobb vízrendszer: a Marica, a Meszta, az Iszker és a Sztruma. Éghajlata magashegységi, jobbára fenyőerdőkkel borított. Legmagasabb csúcsa a Muszala, 2925 méterrel.
Ugyancsak a Rila–Rodopei-masszívumhoz tartozik a Pirin-hegység, területe 1210 km², átlagmagassága 1033 méter. Legmagasabb csúcsa a Vihren, 2914 méterrel, ez Bulgária második legmagasabb hegye. Röghegység, szerkezetét kristályos pala, gnejsz, gránit, márvány alkotja, a peremein pedig vulkanikus kőzetek, riolit és trachiandezit található. Éghajlata a Riláéhoz hasonló, lábainál azonban erőteljesebben hat a mediterrán éghajlat. Tavakban, folyóvizekben gazdag terület. Növényzete jobbára fenyőerdőkből áll, az alacsonyabb részeken lombhullató fákkal keveredve. Hagyományosan három részre osztják: Északi-Pirin, Középső-Pirin és Déli-Pirin.
A Rodope a Rila–Rodopei-masszívum keleti részét alkotja, 250 kilométer hosszú, területe 14 737 km², átlagmagassága 785 méter. Kristályos pala, gránit és márvány alkotja, de keleti részein mészkő-, márga- és homokkőképződmények és fiatal vulkanikus kőzetek (riolit, tufa, tufit) is találhatóak. Nyugati része magasabb csúcsokkal rendelkezik, keleti része alacsonyabb fekvésű. Legmagasabb csúcsa a Goljam Perelik, mely 2191 méter magas. Éghajlata mediterrán és kontinentális között változik, a magasabb részeken hegyvidéki jelleget ölt. Nyugati részein fenyőerdők találhatóak, a peremeken lombhullató erdők (tölgy, bükk). A Keleti-Rodopéra inkább a lombhullató fák jellemzőek, fenyő ritkán fordul elő. A Rodope ásványkincsei közül jelentős a réz, az ólom, a cink, a vas és a króm.

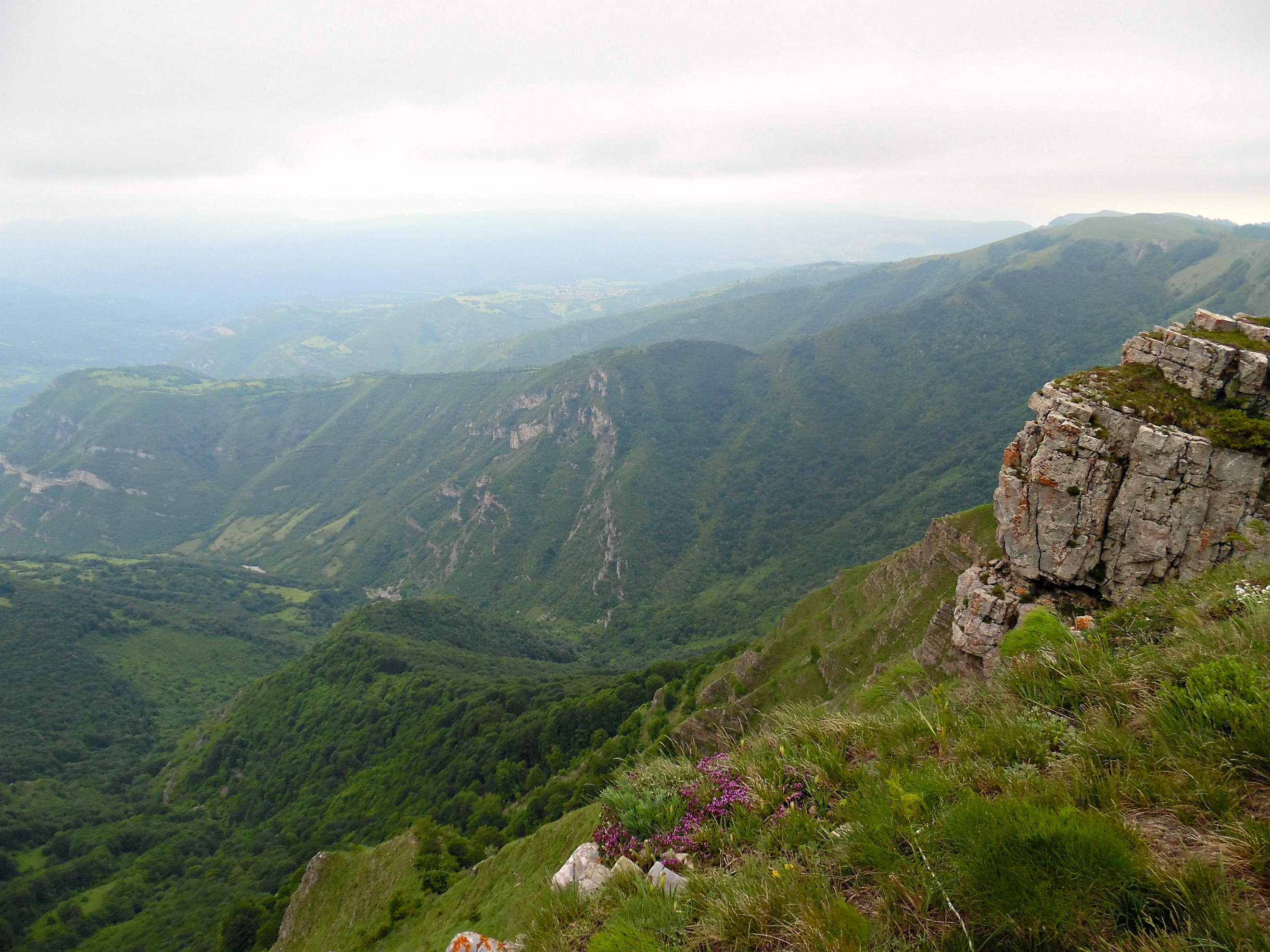
A Balkán-hegyvidék (Iszker-völgyszoros)

Az országot kettéosztó Balkán-hegység az Eurázsiai-hegységrendszer részeként 555 kilométeren húzódik, mintegy 50 kilométer széles, területe 25 986 km², legmagasabb pontja a Botev, 2376 méterrel. Hagyományosan három részre tagolják: nyugati, középső és keleti. Geológiai szerkezete változatos, különféle kőzetek gyűrődéséből jött létre. A Balkán-hegységtől északra található az úgynevezett Elő-Balkán, melyet dombok, fennsíkok, szurdokvölgyek, medencék és hegyek alkotnak. Több folyó is átszeli, az Iszker, a Vit, a Jantra vagy a Sztara reka. A Balkán-hegység fő vonulata csapadékban gazdag, éghajlatát alacsony hőmérséklet, hosszú tél, erős szelek jellemzik. Ez az ország éghajlatválasztó hegysége is, tőle északra kontinentális, délre mediterrán éghajlat a jellemző. Északi oldalán bükkerdő, vegyes lombos erdő található. Napos déli oldala jobbára erdőtlen. Nyugati része antracitban, ólomban és cinkben gazdag.
További jelentősebb hegység a Vitosa, mely Szófia mellett emelkedik; az Oszogovo–Belaszica-hegység a délnyugati vidékeken; a Balkán-hegységgel párhuzamos Szredna gora középhegység (Antibalkán); valamint a Szakar-hegység és a Sztrandzsa-hegység a Tundzsai-tájegységben.

### Alföldek, síkságok, medencék

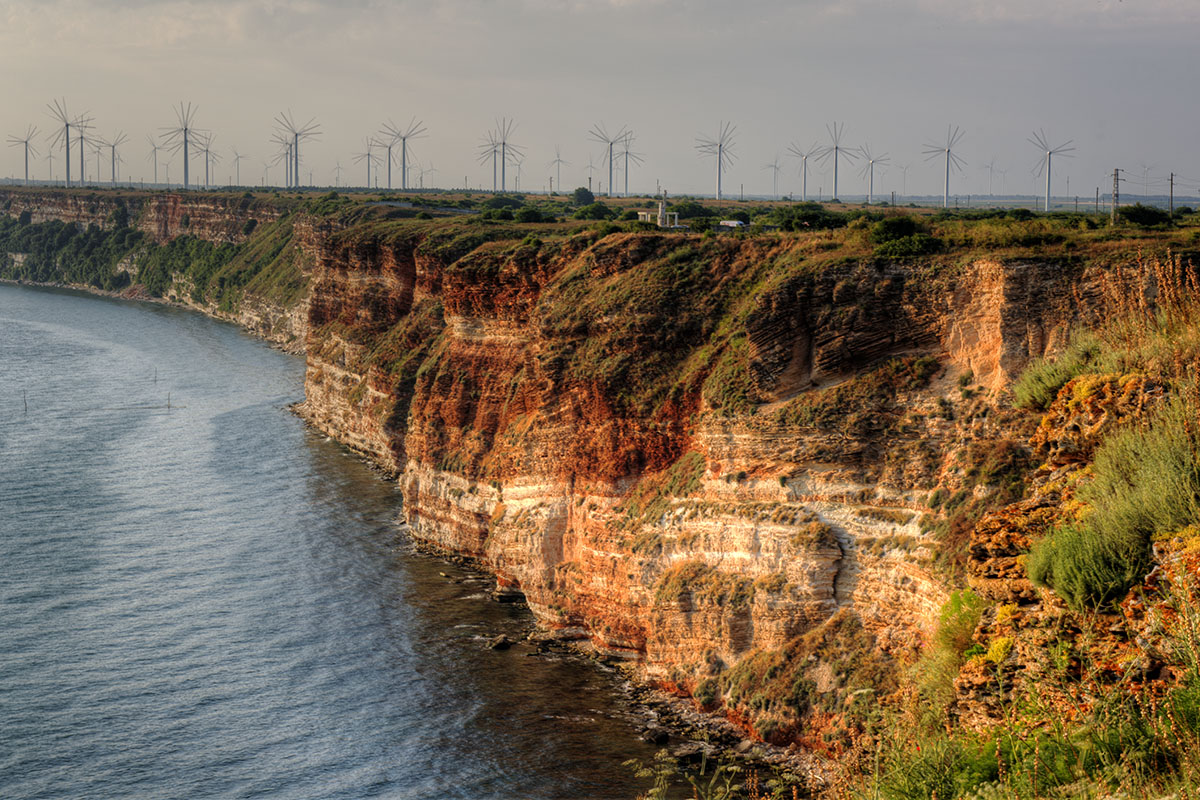
A Kaliakra-fok

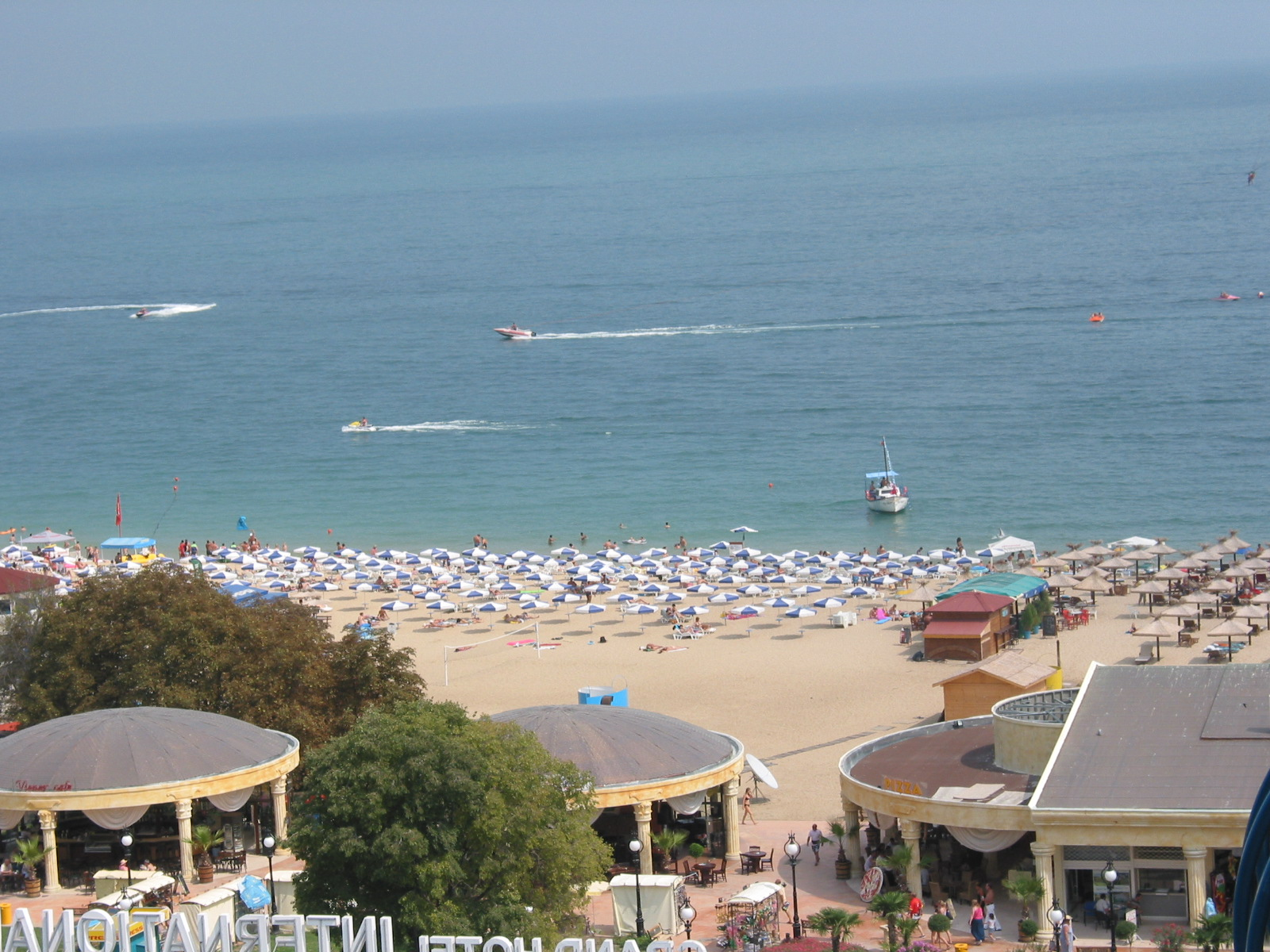
Az Aranyhomok üdülőövezet

Északon a lösszel borított, hullámos, Duna-menti táblásvidék, a Bolgár-tábla húzódik. A Balkán-hegység és a Duna között fekvő táj az Elő-Balkánhoz kapcsolódik. Középidei üledékekből, főképp jura időszaki mészkőből áll. Része a Dunai-síkság, melynek vízszintesen rétegződő kőzetei felett folyami üledékréteg fekszik. Északi része fontos a gabonatermelés szempontjából, itt jó minőségű feketeföld (csernozjom) található. Éghajlata mérsékelten kontinentális, a tél hideg, a nyár forró, a csapadék mennyisége átlagosan 500–600 mm.
Az ellipszis alakú Szófiai-medence átlagos tengerszint feletti magassága 550 méter, hegyek veszik körbe, a Vitosa, a Lozen, a Ljulin, a Mala, a Golema és a Viszkjar. Keresztül folyik rajta az Iszker és a mellékfolyói. Déli részén gyógyforrások alakultak ki. Éghajlata mérsékelten kontinentális, a medence nyugati részén termékeny csernozjom talaj alakult ki.

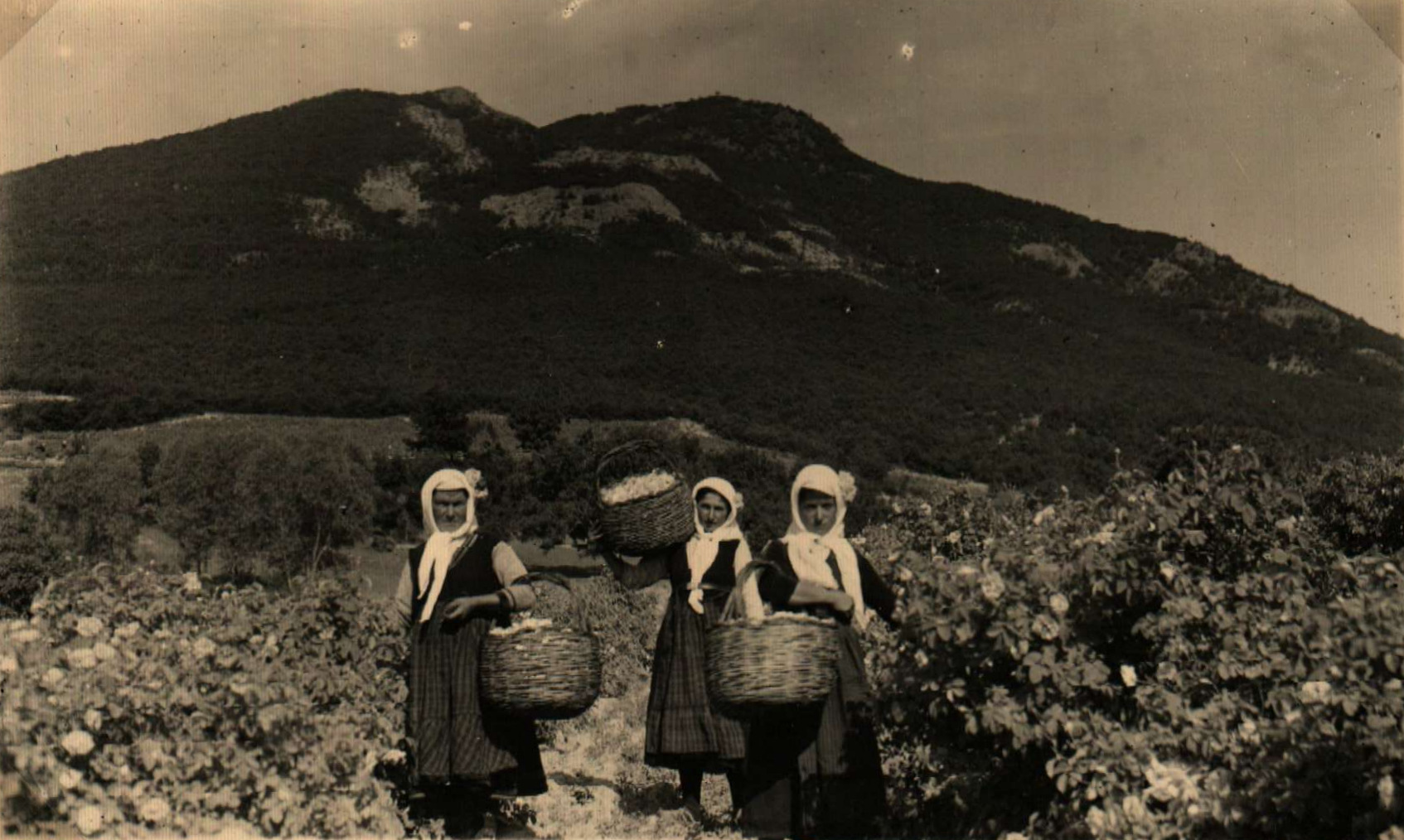
Rózsaaratás az 1900-as évek elején a Rózsák Völgyében

A balkánalji medencék közül a legnagyobb átlagmagassággal (700 m) a Zlaticai-medence rendelkezik, mely 38 kilométer hosszan húzódik. Északon a Zlatica–Teteveni hegység, délen Szastinszka Szredna gora határolja. Fő folyója a Topolnica. Éghajlata enyhe, tavasszal sok csapadék esik, köszönhetően a Balkán-hegység éghajlatválasztó hatásának.
A Karlovói-medence 37 kilométer hosszú, 11 kilométer széles, átlagos magassága 400 méter. Valaha édesvizű tó volt a helyén, amelynek kristályos alapjára később folyók hordaléka került. Gyógyforrások is fakadnak itt. Fő folyója a Sztrjama. A medence híres a rózsakertjeiről, a Kazanlaki-medencével együtt a Rózsák Völgyének (Rozova dolina) is nevezik. Itt minden évben rózsafesztivált is rendeznek, és a Rózsák Völgyének köszönhetően Bulgária egyike a világ egyik legnagyobb rózsaolaj-termelőinek.

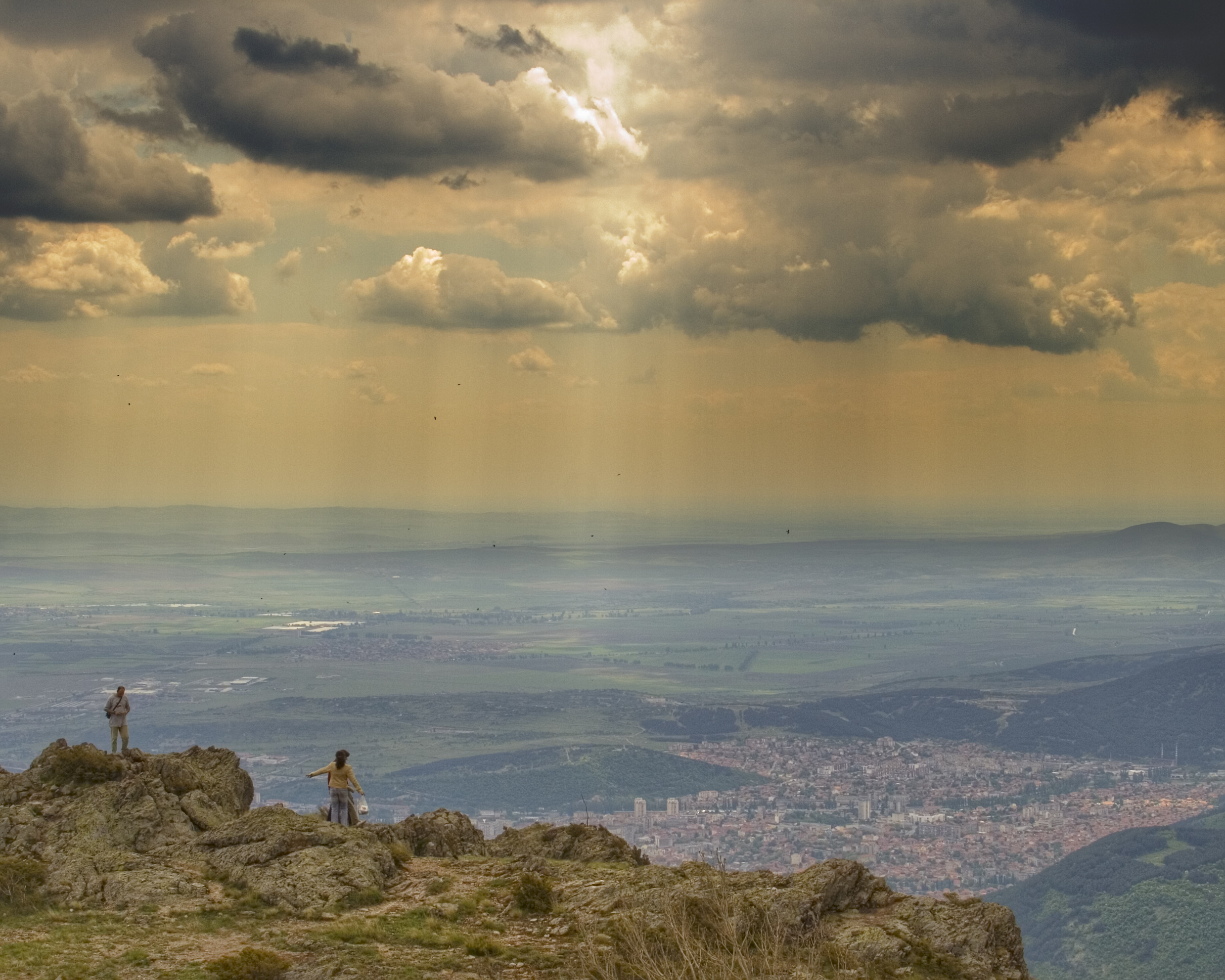
Kilátás a Felső-Trák-alföldre és Szliven városára

A Kazanlaki-medence a leghosszabb a balkánalji medencék között, 69 kilométeres. Fő folyója a Tundzsa, mely nyugat-kelet irányban halad át rajta. Akárcsak a Karlovói-medencében, itt is sok termálvizű gyógyfürdő található. További jelentősebb medencék a Tvardicai-medence, a Szliveni-medence, a Karnobati-medence és az Ajtoszi-medence. Ezeken túl a folyók mentén több kisebb medence is kialakult, mint a Perniki-medence, a Brezniki-medence, a Radomiri-medence, a Kjusztendili-medence, a Blagoevgradi-medence a Sztruma folyó vidékén, vagy a Meszta-menti Razlogi- és Goce Delcsevi-medence.
A legnagyobb területű alföld Bulgáriában a Felső-Trák-alföld mintegy 6032 km²-rel. Marica-alföldnek is nevezik, mert a Marica folyó középső vidékén terül el. A trák kultúra szülőhelyének is tartják ezt a területet. Északon a Szredna gora, délen a Rodope határolja, keleten a Szakar-hegységig terül el. Mintegy 180 km hosszú és 50 km széles. Átlagos tengerszint feletti magassága 168 méter. Itt több mint ezer földrengést észleltek, több nagyobb is bekövetkezett, az egyik legpusztítóbb a plovdivi–csirpani földrengés volt 1928-ban. Éghajlata átmeneti kontinentális, a csapadék mennyisége nem éri el az országos átlagot. Éghajlatának megfelelően leginkább melegigényes növények termesztésére alkalmas, mint amilyen a rizs, a gyapot, a szezám, a dohány vagy a földimogyoró.

### A bolgár tengerpart
A Fekete-tenger bolgár partvidékének hossza 354 km, hagyományosan a következő partszakaszokra osztják: Dobrudzsa–Frangeni-, Dolna Kamcsijai, Balkán-hegyvidéki-, Burgaszi- és Medni–Sztrandzsai-partvidék. A tengerpart enyhe éghajlata mintegy 20-40 kilométeres övezetben érzékelhető az ország belseje felé haladva. Az ősz itt melegebb, a tavasz azonban hidegebb, mint az ország egyéb részein, a csapadék is kevesebb. A déli partvidéken jobban érvényesül a mediterrán éghajlat hatása, itt a csapadék mennyisége is nagyobb.
A dobrudzsai tengerpart mentén limánok helyezkednek el, mint a Sablai-tó, az Ezereci-tó vagy a Durankulaki-tó. Itt található az ország legkeletibb pontja, a Sabla-fok. A partvonal itt tagolt, meredek és magas. A tengerparti látványosságok közül nevezetes a Kaliakra-fok vörös-fehér szikláival.
Kavarna városa és a Batova folyó között már márga, homokkő és mészkő alkotja a partot, teraszos-lépcsős elrendezésben. A környékre jellemzőek a karsztforrások. Itt épült fel a Balcsiki palota Mária román királyné számára. A Batovától délre a part csipkézett, öblökkel és strandokkal tarkított. A híres Aranyhomok üdülőövezet is itt található.
A Várnai-tó 15 kilométer hosszú, mélysége eléri a 19 métert. Várnától nyugatra terül el a Pobiti Kamani négy méter magas sziklaoszlopokkal. A Galata-fok és a Kamcsija folyó közötti tengerpart eléri a 100 méteres magasságot is. A balkán-hegyvidéki szakaszon több folyó völgye is áthalad, a legnagyobb a Dvojnica. Az Emine-foktól nyugatra található Bulgária másik híres üdülőhelye, a Napospart. Hét kilométerre tőle Bulgária egyik legrégebbi városa, Neszebar fekszik, amely világörökségi helyszín.
A Burgaszi-alföld folyói a Burgaszi-tavakba torkollanak. A legnagyobb a Burgaszi-tó, mely 28 km² területű. A Medni–Sztrandzsai-partvidék öblökből, lagúnákból, magas sziklákból áll, víz alatti szirtekkel és szigetekkel.

## Vízrajz

Bulgária vízgyűjtő területei

Bulgáriában sok kisebb folyó van, számuk eléri az 540-et. A Duna kivételével rövidek és alacsony vízszintűek. A legtöbb folyó a hegyvidékeken található. Két nagy vízgyűjtő területre oszlik az ország a hegygerincek (jórészt a Balkán-hegység) mentén. A fekete-tengeri vízgyűjtő medence az ország területének 57%-át (a folyók 42%-át), az égei-tengeri a 43%-át (a folyók 58%-át) teszi ki.
A Balkán-hegységből északra, jórészt a Dunába, és azon keresztül a Fekete-tengerbe torkollanak a folyók. Ez a vízgyűjtő terület magába foglalja a Bolgár-táblát és a déli partvidéket. A Duna vízhozamának mintegy 4%-át kapja a bolgár mellékfolyóiból. A határ mentén a Duna szélessége 1,6 és 2,4 km között változik. A leghosszabb bolgár folyó az Iszker, mely 368 km-es és mintegy 8640 km²-es vízgyűjtő területet tudhat magáénak. Ez az egyetlen olyan bolgár mellékfolyója a Dunának, amely nem a Balkán-hegységben ered, hanem a Rila-hegységben. Keresztülhalad Kelet-Szófián és egy 163 km hosszú szurdokon jut át a Balkán-hegységen. A Duna legfontosabb bolgár mellékfolyói még a Lom, az Ogoszta, a Vit, az Oszam és a Jantra. A leghosszabb, közvetlenül a Fekete-tengerbe ömlő folyó a Kamcsija (254 km), melynek vízgyűjtő területe 5358 km². További ide futó folyamok még a Batova, a Provadija, az Aheloj, a Ropotamo, a Veleka és a Rezovo.
Az égei-tengeri vízgyűjtő terület a Felső-Trák-alföldet és a déli-délnyugati magasabb területeket foglalja magába. A 480 km hosszú Marica és mellékfolyói a Felső-Trák-alföld nyugati részéről, a Szredna gorából, a Balkán-hegység déli lejtőiről és a Keleti-Rodope északi oldaláról gyűjtik a vizet. Miután kilép Bulgáriából, a Marica a török-görög határon fut végig. Főbb mellékfolyói a Tundzsa, az Arda, a Topolnica és a Vacsa. Az Égei-tengerbe ömlik még a Sztruma és a Meszta.

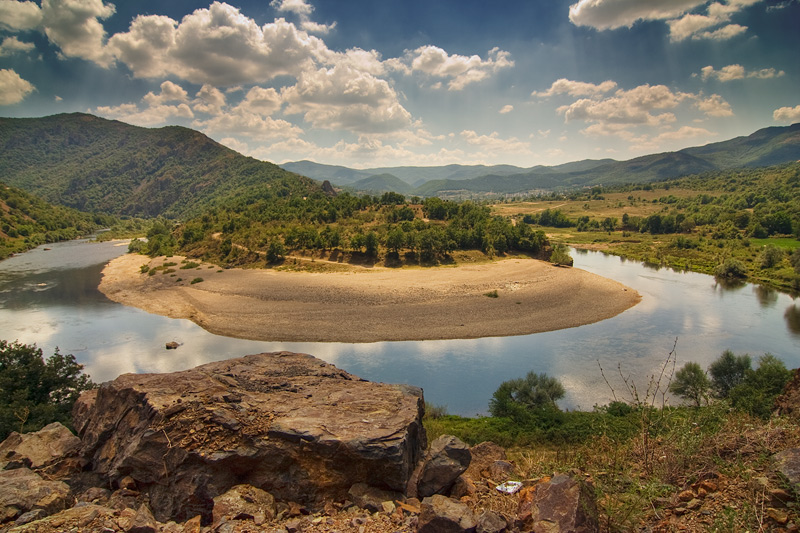
Az Arda a Kardzsali-víztározónál
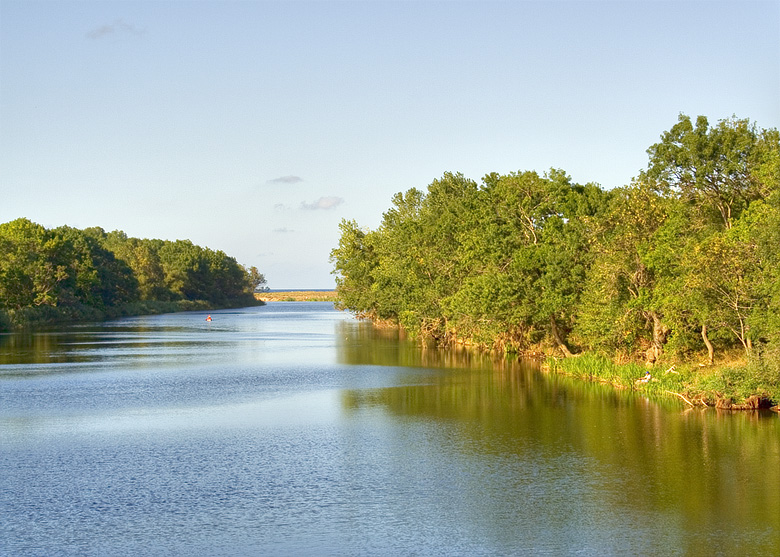
A Veleka
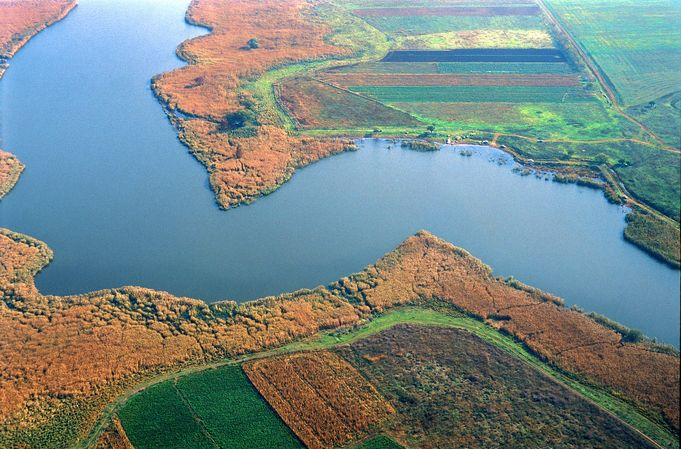
A Sablai-tó
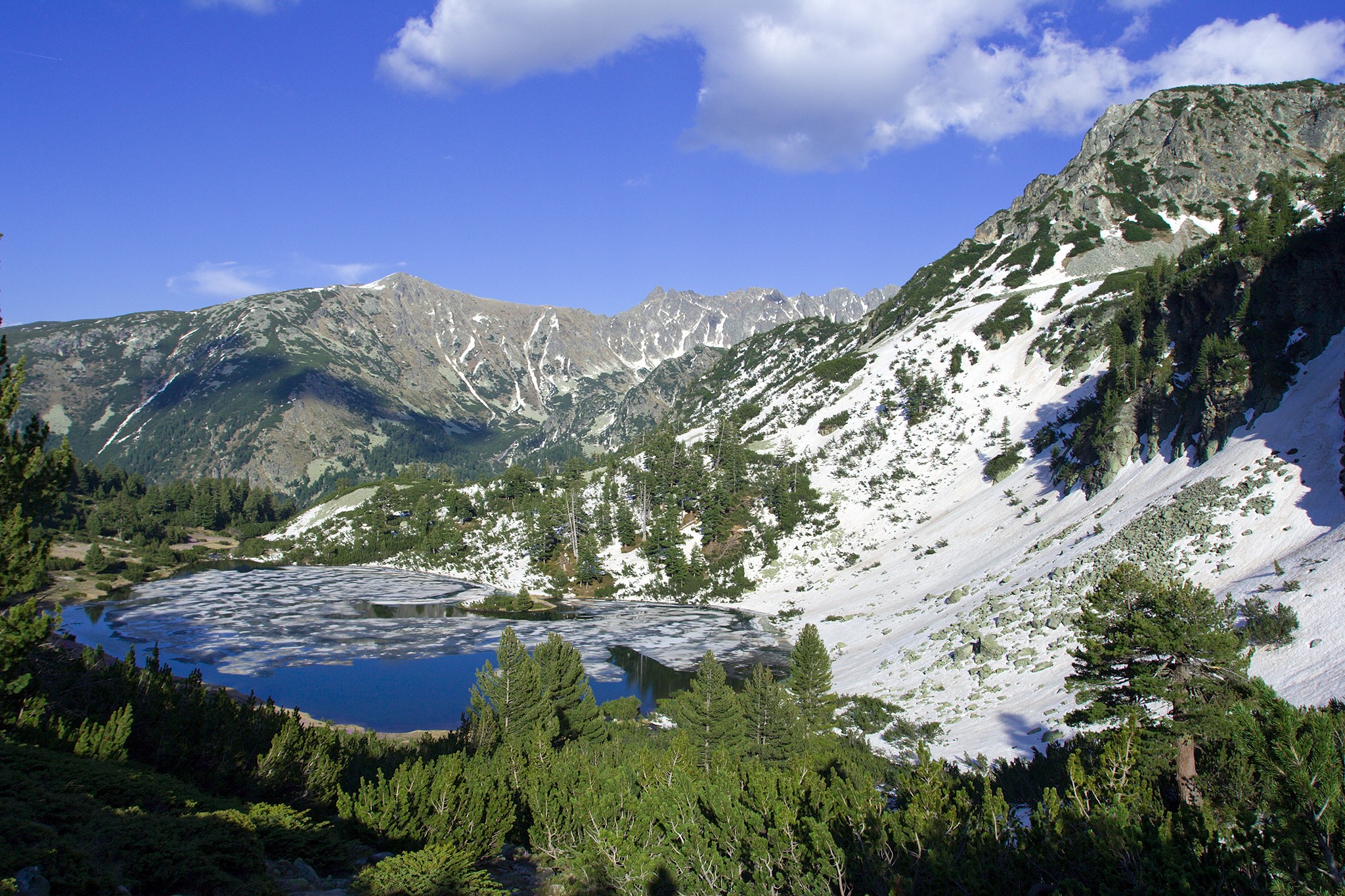
A Dolno Vaszilasko-tó

Bulgáriában mintegy 400 természetes tó található, összesen 95 km²-es területtel. A fekete-tenger-parti limánok és lagúnák közül jelentősebbek a Durankulak-tó, a Sablai-tó, a Várnai-tó, a Beloszlavi-tó, a Pomoriei-tó, a Burgaszi-tó, az Atanaszovszko-tó és a Mandra-víztározó. A legnagyobb a Burgaszi-tó 27,6 km²-es területével, a legtöbb víz pedig a 19 méter mély Várnai-tóban található. A Duna-menti tavak nagy részét kiszárították és megművelhető földterületté alakították, kivéve a világörökség részét képező Szrebarna-tavat. A Rilában 170, a Pirinben 164 gleccsertó lelhető fel. Fontosabbak a Hét Rila-tó, a Popovo-tó, a Banderiski-tavak, a Vaszilaski-tavak, a Vlahini-tavak. A mocsarak és vizenyős területek közül jelentősebbek az Alepu, az Arkutino, az Aldomirovói-tó, a Dragomani-tó. Mintegy 2200 víztározó van az ország területén, összesen hétmilliárd km³ vízzel. A legnagyobbak az Iszker-víztározó, az Ogoszta-víztározó, a Doszpati-víztározó, a Bataki-víztározó, a Kardzsali-víztározó, az Ivajlovgradi-víztározó, a Sztuden kladeneci-víztározó, a Koprinka-víztározó és a Ticsa-víztározó.
Bulgária felszín alatti vizekben is gazdag, mintegy 225 ásványvízforrás fakad a délnyugati és középső vidékeken. Az északibb tájakon eredőek hideg vízűek, a déliek meleg vízű források. A legforróbb a Szapareva banya, melynek víze 101,4 °C hőmérsékletű. A bolgár баня (banya), „fürdő” szó több mint 50 fürdőváros nevében szerepel.

## Éghajlat
Bulgária éghajlata annak ellenére összetett, hogy az ország viszonylag kis területű. A mérsékelt övben található, jórészt kontinentális éghajlatú, a déli területei egy része pedig közelebb áll a mediterrán éghajlathoz. Öt nagy éghajlati zónára lehet osztani az országot: a kontinentális zónára (Bolgár-tábla, Elő-Balkán és az átmeneti régió magasabban fekvő medencéi); átmeneti zónára (Felső-Trák-alföld, a Sztruma és a Meszta medencéinek többsége, és a balkánalji medencék); a kontinentális-mediterrán zónára (a Sztruma és a Meszta déli medencéi, a Keleti-Rodope, a Szakar és a Sztrandzsa hegységek); fekete-tengeri zónára (végig a tengerparton, az ország belseje felé 30–40 kilométeres sávon); és alpesi zónára (az 1000 méter fölötti hegyekben, mint a Középső-Balkán, a Rila, a Pirin, a Vitosa vagy a Nyugati-Rodope).
Bulgária éghajlatára nagy hatással van a Földközi-tenger és az Atlanti-óceán is, aminek következtében jobbára óceáni légtömegek érkeznek ide, tavasszal és ősszel sok csapadékot és szeles, hűvös időt okoznak. Az atlanti-óceáni és földközi-tengeri ciklonok nyugati és délnyugati irányból érkezve enyhébb teleket idézhetnek elő. Ezek a légtömegek északra haladva a hegységek másik oldalán már meleg bukószélként érzékelhetőek. Északról és északkeletről hideg, kontinentális légáramlatok érik el Bulgáriát. Tavasszal és a nyári időszakban időnként déli trópusi légáramlatok is elérik az országot, aszályt okozva. A Fekete-tenger hatása csupán egy 30-40 kilométeres sávban érzékelhető, itt enyhe a tél, meleg és hosszú az ősz, a nyár száraz, a tavasz pedig hűvösebb.
A domborzat jellege jelentős tényező az időjárás tekintetében. A hegyek gátként viselkednek, és éles kontrasztot idézhetnek elő az időjárásban viszonylag kis földrajzi területen is. A fő éghajlatválasztó a Balkán-hegység, mely megállítja az északi hidegebb légáramlatokat és a déli meleg levegőt is. Emiatt Észak-Bulgária átlaghőmérséklete egy fokkal alacsonyabb, és körülbelül 192 mm-rel több csapadékot kap, mint Dél-Bulgária alföldjei. A Rila–Rodope-masszívum a mediterrán légtömegek útjában áll, így korlátozza azok hatását a Sztruma, a Meszta, a Marica és a Tundzsa déli medencéiben, annak ellenére, hogy földrajzilag közel fekszenek az Égei-tengerhez.
| Hónap                                                               | Jan.  | Feb.  | Már.  | Ápr.  | Máj. | Jún. | Júl. | Aug. | Szep. | Okt. | Nov.  | Dec.  | Év    |
| ------------------------------------------------------------------- | ----- | ----- | ----- | ----- | ---- | ---- | ---- | ---- | ----- | ---- | ----- | ----- | ----- |
| Rekord max. hőmérséklet (°C)                                        | 19,0  | 22,0  | 31,0  | 31,0  | 34,0 | 38,0 | 41,0 | 40,0 | 36,0  | 34,0 | 25,0  | 23,0  | 41,0  |
| Átlagos max. hőmérséklet (°C)                                       | 3,3   | 5,7   | 10,8  | 16,0  | 21,0 | 24,8 | 27,3 | 27,3 | 23,1  | 17,2 | 9,7   | 4,4   | 15,9  |
| Átlaghőmérséklet (°C)                                               | −1,1  | 0,6   | 5,2   | 10,2  | 14,9 | 18,6 | 20,7 | 20,4 | 16,3  | 10,8 | 4,8   | 0,4   | 10,2  |
| Átlagos min. hőmérséklet (°C)                                       | −4,9  | −3,7  | 0,1   | 4,5   | 9,3  | 12,5 | 14,3 | 13,9 | 10,3  | 5,6  | 0,5   | −3,3  | 5,0   |
| Rekord min. hőmérséklet (°C)                                        | −31,2 | −25,4 | −18,4 | −10,5 | −2,2 | 1,4  | 4,0  | 3,5  | −2,0  | −6,0 | −15,3 | −20,7 | −31,2 |
| Átl. csapadékmennyiség (mm)                                         | 34    | 32    | 37    | 52    | 74   | 80   | 59   | 48   | 39    | 42   | 51    | 43    | 591   |
| Havi napsütéses órák száma                                          | 75    | 97    | 145   | 179   | 227  | 262  | 306  | 289  | 214   | 160  | 98    | 59    | 2111  |
| Forrás: World Weather Information Service, Climate Sofia - Bulgaria |       |       |       |       |      |      |      |      |       |      |       |       |       |

| Hónap                                                  | Jan. | Feb. | Már. | Ápr. | Máj. | Jún. | Júl. | Aug. | Szep. | Okt. | Nov. | Dec. | Év   |
| ------------------------------------------------------ | ---- | ---- | ---- | ---- | ---- | ---- | ---- | ---- | ----- | ---- | ---- | ---- | ---- |
| Átlagos max. hőmérséklet (°C)                          | 6,0  | 7,2  | 10,2 | 14,8 | 20,4 | 25,1 | 26,6 | 26,6 | 23,9  | 18,6 | 12,7 | 8,1  | 16,7 |
| Átlagos min. hőmérséklet (°C)                          | −1,7 | −1,1 | 1,7  | 6,1  | 10,8 | 15,0 | 17,2 | 17,1 | 13,5  | 9,1  | 4,6  | 0,5  | 7,8  |
| Átl. csapadékmennyiség (mm)                            | 32   | 30   | 44   | 57   | 44   | 58   | 51   | 41   | 44    | 43   | 56   | 42   | 540  |
| Havi napsütéses órák száma                             | 90   | 102  | 143  | 180  | 248  | 270  | 301  | 299  | 219   | 167  | 105  | 79   | 2203 |
| Forrás: Climatebase.ru , Weather Atlas (sunshine data) |      |      |      |      |      |      |      |      |       |      |      |      |      |

| Hónap                          | Jan.  | Feb.  | Már.  | Ápr.  | Máj.  | Jún.  | Júl. | Aug. | Szep. | Okt.  | Nov.  | Dec.  | Év    |
| ------------------------------ | ----- | ----- | ----- | ----- | ----- | ----- | ---- | ---- | ----- | ----- | ----- | ----- | ----- |
| Rekord max. hőmérséklet (°C)   | 25,8  | 26,6  | 35,7  | 37,1  | 38,8  | 42,0  | 45,2 | 44,5 | 41,9  | 39,2  | 36,5  | 27,0  | 45,2  |
| Rekord min. hőmérséklet (°C)   | −38,3 | −35,0 | −30,2 | −20,6 | −15,6 | −12,0 | −8,0 | −9,8 | −14,0 | −17,8 | −27,4 | −33,5 | −38,3 |
| Forrás: Stringmeteo.com (2014) |       |       |       |       |       |       |      |      |       |       |       |       |       |

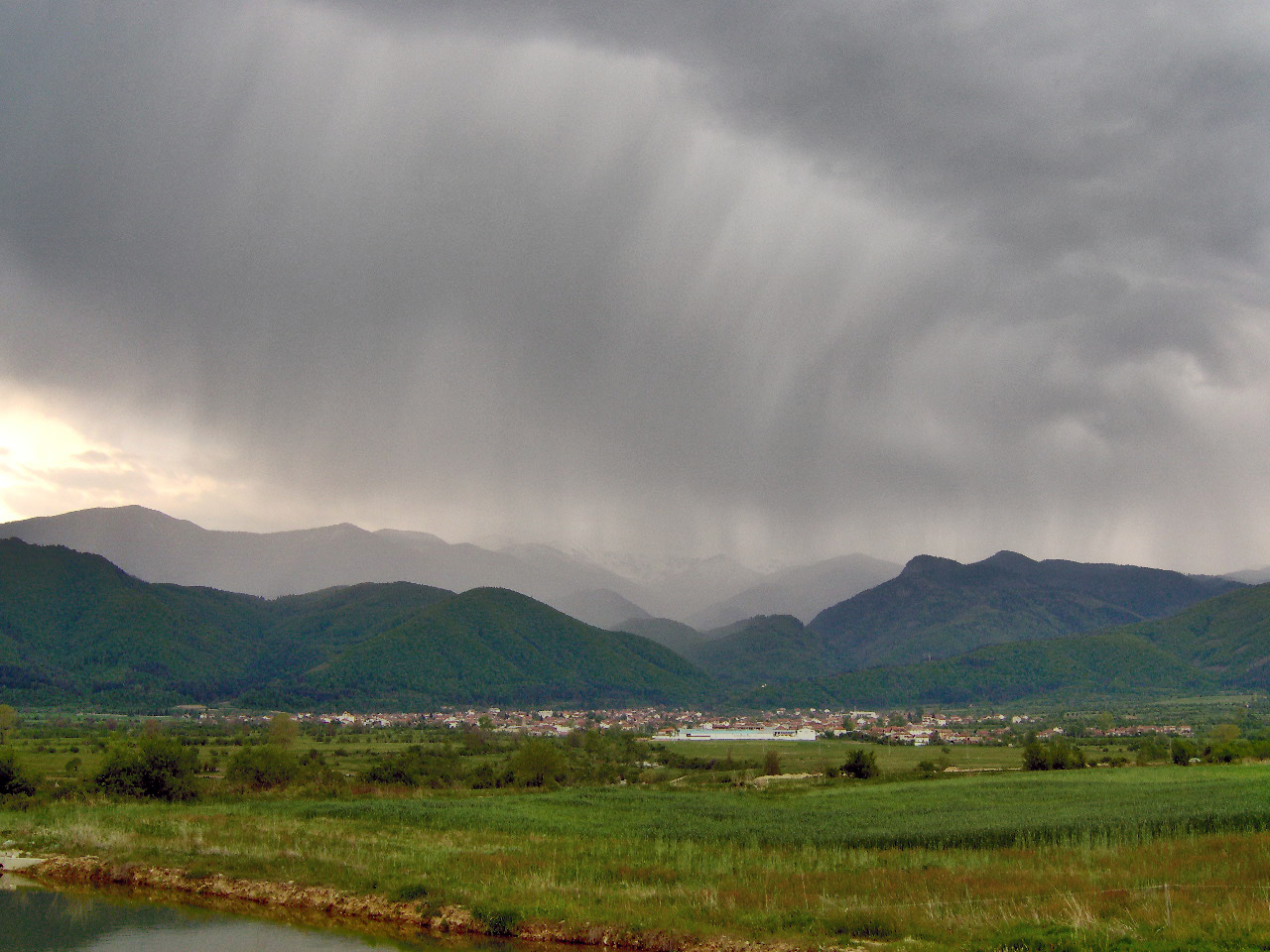
Esőfelhők a Rila-hegység fölött tavasszal

A csapadék átlagmennyisége Bulgáriában 670 mm. Évszakonként és a domborzattól függően változó mennyiségű, északon májusban és júniusban esik a legtöbb eső, délen inkább a téli időszak csapadékosabb. A síkságokon és a dombvidékeken 450–850 mm között változik a csapadék mennyisége, a hegyekben 850–1200 mm között. A legalacsonyabb átlagértékeket Dobrudzsa keleti részén és a Burgaszi-síkságon (450 mm), valamint a Plovdiv és Pazardzsik közötti területen (500 mm) mérik. A legtöbb csapadék a hegyekben hullik, a Nyugat-Balkánban és a Rodope-hegységben, Zlatograd környékén. 1957-ben rekordmennyiségű éves csapadékot jegyeztek fel az Ogoszta folyó felső medencéjében a Nyugat-Balkánban, ez 2293 mm volt. A legtöbb napi csapadékot a Várnához közeli Szent Konsztantin és Elena üdülőközpontjánál mérték 1951-ben, 342 mm-t. Júniusban és augusztusban az ország nagy részén aszály alakul ki. Az alacsonyan fekvő területeken a hó 20-30 napig marad meg, az északi részeken 50-70 napig, a legmagasabb hegyekben akár kilenc hónapig.
A Bolgár-táblán, a Felső-Trák-alföldön és Nyugat-Bulgária hegyeiben, medencéiben jórészt nyugati és északnyugati szelek fújnak, a Fekete-tengernél és Dobrudzsában északkeletiek. A Balkán-hegység, a Rodope és az Oszogovo északi oldalán száraz, meleg főnszél fúj, gyakorta igen nagy erővel. Helyi szelek is kialakulnak, például hegy-völgyi szelek, bóra (Szlivennél), tengerparti szelek, briz.

## Talajtakaró
Bulgária talajtakarója rendkívül változatos, mintegy 17 talajfajtát és 28 alfajtát különböztetnek meg. Ezek közül a talajtakaró 88,7%-át hat fajta teszi ki: száraz erdőkre és bozótosokra jellemző fahéjszínű (vörösbarna erdei) talaj (22%); fekete csernozjom (20,4%); szürke erdőtalajok (17%); barna erdőtalajok (14,8%); alluviális talajok (9%) és szmolnica (5,4%). A megművelt területeken jórészt podzolos és kilúgozott csernozjom, szmolnica, szürke erdei és réti talajok találhatóak.
Az országot három zónára lehet osztani talajtípusok szempontjából: északi, déli és hegyvidéki. Az északi zóna a Bolgár-táblát és az Elő-Balkánt foglalja magába 600-700 méteres magasságig. A Bolgár-táblát csernozjom borítja, az Elő-Balkánt pedig jobbára szürke erdei talajok, ezek igen termékenyek, de kisebb humusztartalmúak, mint a csernozjom máshol Európában. A déli zónába Dél-Bulgária tartozik 700-800 méteres magasságig. Itt a legelterjedtebb talajtípus a fahéjszínű talaj, a szmolnica és sárga podzolos talaj. A hegyvidéki zónába a 700-800 méter fölötti hegyvidékek tartoznak. 1000-2000 méter között világos, 1700-2200 méter között sötétbarna erdei talajok találhatóak, valamint hegyvidéki-réti talajok. Ezek általában vékonyak, erózióra hajlamosak és savasak.
| Típus                                             | 1000 ha |
| ------------------------------------------------- | ------- |
| vörösbarna erdei (fahéjszínű)                     | 2430    |
| csernozjom                                        | 2240    |
| szürke erdőtalaj                                  | 1960    |
| barna erdőtalaj                                   | 1640    |
| réti, alluviális-réti, mocsaras-réti, delluviális | 995     |
| szmolnica                                         | 595     |
| podzolos sárga                                    | 0,026   |
| szikes                                            | 0,025   |
| hegységi-réti                                     | 173     |
| egyéb                                             | 1016    |

## Természeti kincsek

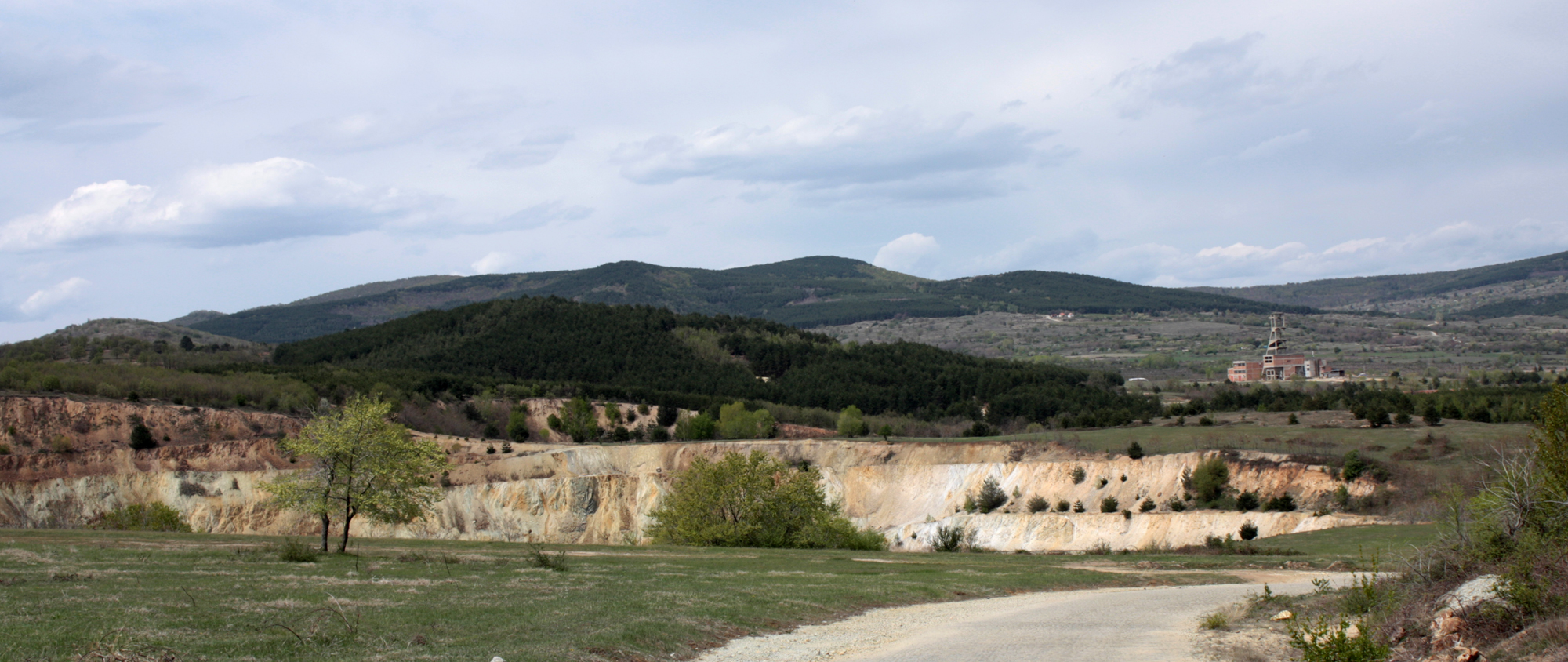
Az elsicai rézbánya Pazardzsik megyében

Bulgáriában körülbelül hatvanféle ásványt bányásznak. Az ország jelentős kőszéntartalékokkal rendelkezik, becslések szerint mintegy 4,8 milliárd tonnával. Ennek túlnyomó többsége, mintegy 92%-a azonban lignit, amelynek alacsony a fűtőértéke és leginkább elektromos áram fejlesztésére használják. A legnagyobb kőszénbánya a Marica Iztok a Felső-Trák-alföldön, mely az azonos nevű ipari komplexumot látja el lignittel. További jelentős lignitlelőhelyek találhatóak a Szófiai-medencében, Elhovónál, Lomnál és Marica Zapadnál. A barnakőszén mennyisége körülbelül 300 millió tonnát tesz ki, főleg Bobov Dolnál, Perniknél és Burgasznál található. A bányászható feketekőszén és antracit mennyisége elenyésző, 10 millió, illetve 2,5 millió tonna. Feketekőszén a Közép-Balkán-hegységben található, antracit pedig a Nyugati-Balkán-hegységben. Dél-Dobrudzsában is jelentős feketekőszén-tartalékokat fedeztek fel, mintegy egymilliárd tonnát, azonban annyira mélyen van (1370-1950 méteren), hogy bányászata nem lehetséges.
Észak-Bulgáriában és az ország fekete-tengeri kizárólagos gazdasági övezetében kőolaj és földgáz is található. Kőolajat Dolni Dabniknál és Gigennél (Pleven megye), valamint Tyulenovónál (Dobrics megye) termelnek ki. A rendelkezésre álló készlet mintegy 20 millió tonna. A Kaliakra-foknál mintegy hárommilliárd m³-nyi földgázlelőhelyet fedeztek fel; Lovecs és Etropole között 22 milliárd m³ található; Devencinél kb. hatmilliárd m³; további lelőhelyek vannak Devetakinál és Butannál. Becslések szerint az Aszparuh bolgár kánról elnevezett fekete-tengeri blokkban további 100 milliárd m³ lehet.
Bulgáriának jelentősek a réz-, cink- és ólom-készletei, főképp a déli részeken, a Rila–Rodopei masszívumban. Található itt szfalerit, pirit, kalkopirit, arzenopirit, titanit. Rézércben gazdag lelőhely a Szredna gora és Burgasz környéke. A két legnagyobb vasércbánya Kremikovciban és Krumovóban található, mintegy 430 millió tonnányi tartalékkal. Mangánércet Obrocsiste környékén, Várna megyében és Szófia megyében bányásznak. Bányásznak még aranyat, platinát, ezüstöt, molibdént, nikkelt és volfrámot tartalmazó érceket.
Az ország nemfémes ásványkincsekben is gazdag. Jelentős kősólelőhely van Provadija környékén, 4,4 milliárd tonnával. A közelben fedezték fel Szolnicata település maradványait, melyről úgy tartják, Európa legrégebbi városa lehetett, és sóbányászattal foglalkoztak az itt élők mintegy hatezer évvel ezelőtt. Északkelet-Bulgáriában kaolinit található, mintegy 70 millió tonna. A Pirin-, a Rodope-, a Sztrandzsa- és a Nyugati-Balkán-hegységekben márvány lelhető fel. További fontos nemfémes ásványkincsek még a gipsz, a barit, a fluorit, a zeolit, a kianit, a mészkő, a kvarchomok, a trasz, a perlit, a földpátok, a gránit.

## Növény- és állatvilág

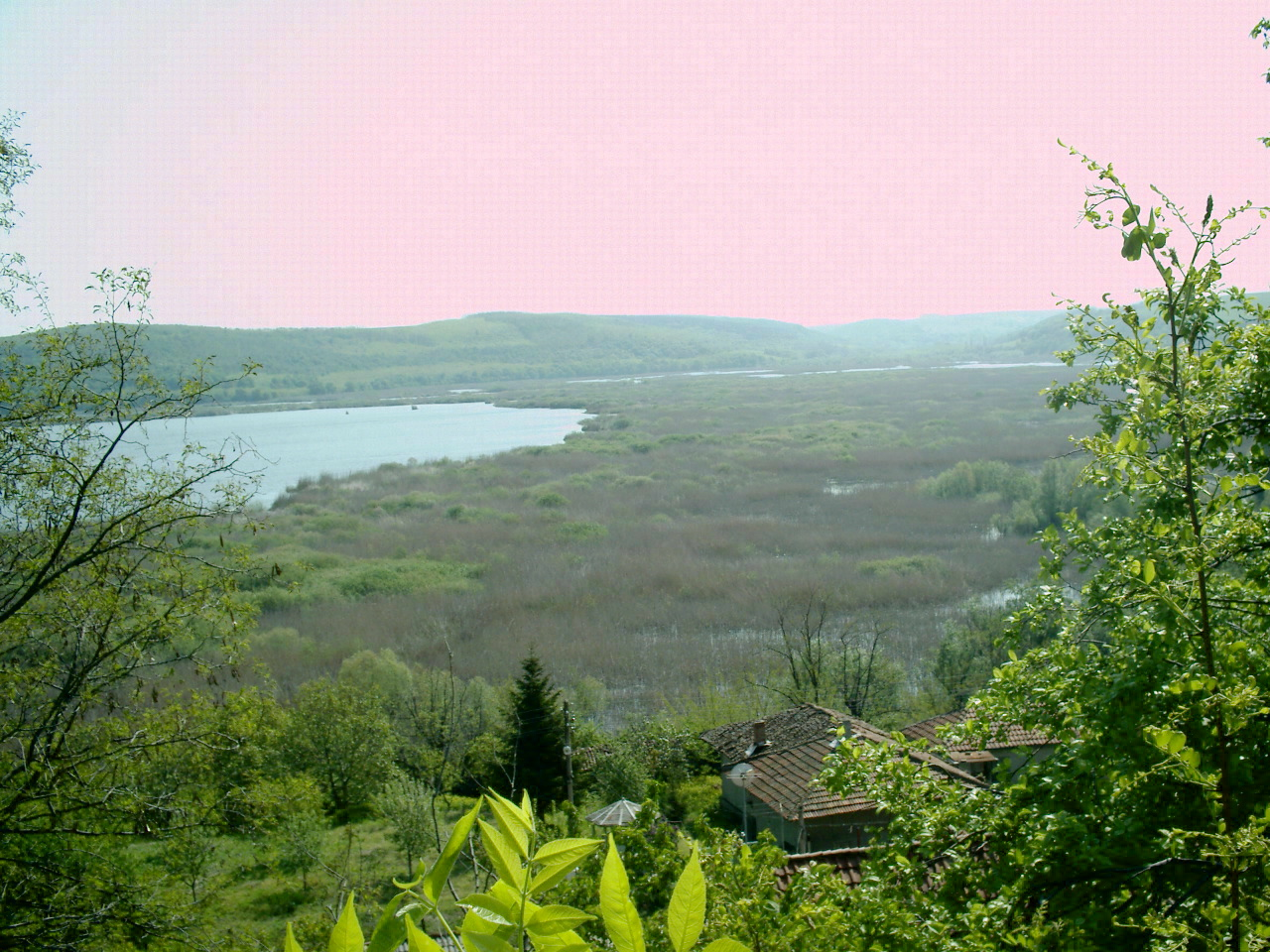
Szrebarna bioszféra-rezervátum

Bulgáriában jellemzően közép-európai fajok vannak jelen, bár a magasabb helyeken sarkvidéki és alpesi fajok is előfordulnak. Bulgária az egyik legváltozatosabb élővilággal rendelkező európai ország, mintegy 3900 növényfajjal, 210 halfajjal, 37 hüllőfajjal, 428 madárfajjal (ebből 252 fészekrakó), 95 emlősfajjal, 18 kétéltű fajjal. Ezek közül 1300 faj endemikus, ez a növényvilág 5%-át, a rovarfajok 4,3%-át, a nem rovar fajok 8,8%-át jelenti. Az endemikus fajok közül 65 sebezhető, 15 veszélyeztetett és 12 súlyosan veszélyeztetett.
Az országban 3 nemzeti és 11 natúrpark, 55 rezervátum és 35 kezelt természetvédelmi rezervátum (ezekből 16 bioszféra-rezervátum) található. A Pirin Nemzeti Park és a Szrebarna bioszféra-rezervátum szerepel az UNESCO világörökségi listáján, további öt természeti helyszín pedig a javaslati listán.

### Növénytakaró

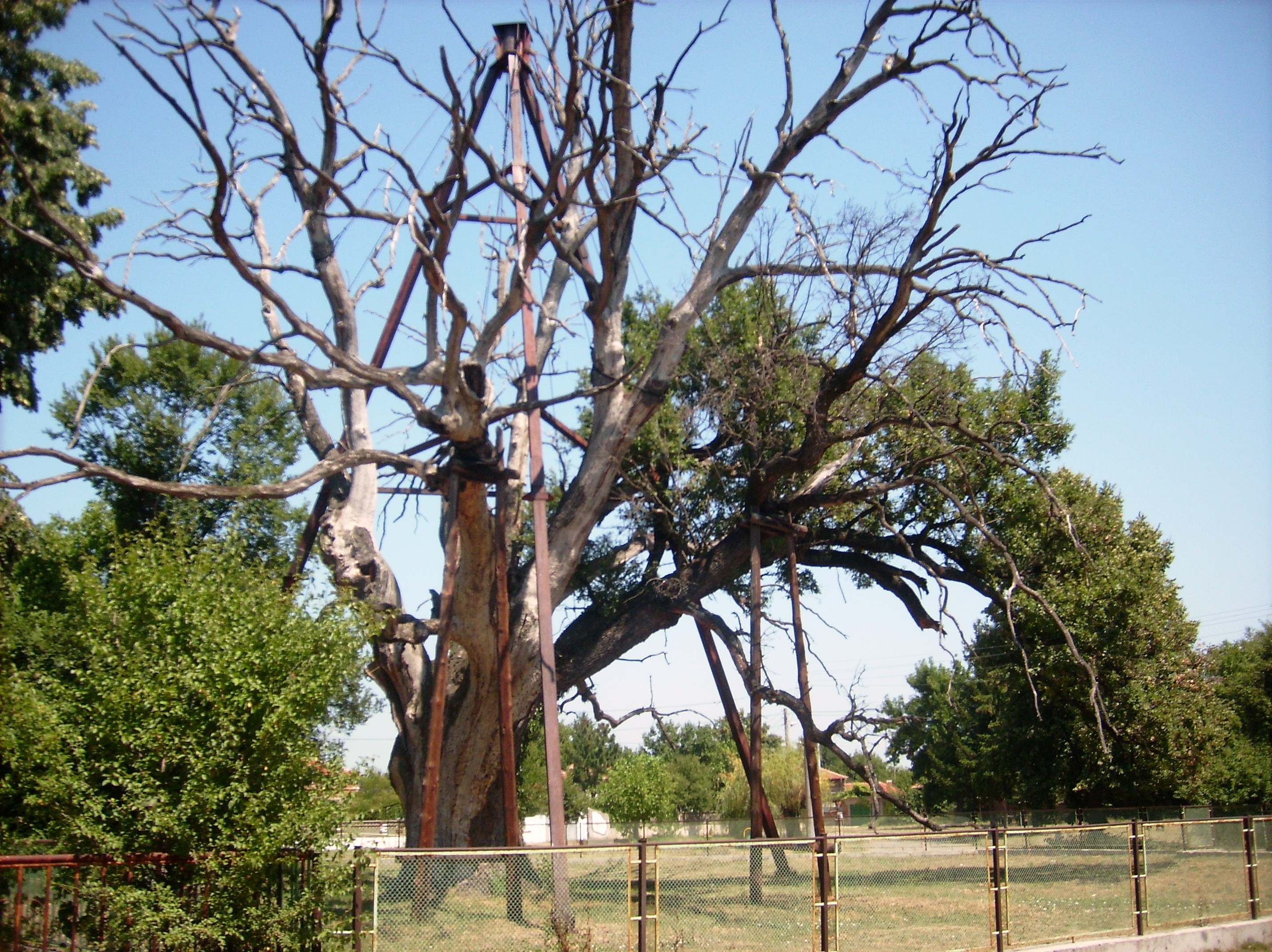
Az 1600 éves Gránit-tölgy

A jégkorszak Bulgária alföldjein és síkságain nem volt különösebben nagy hatással a növénytakaróra, emiatt olyan reliktum fajok is megtalálhatóak, mint a keleti platán, a szelídgesztenye, a babérhárs vagy a balkáni páncélfenyő. A legelterjedtebb erdő a lombhullató (főleg tölgy és bükk), keleten a sztyeppi növények uralkodóak, délen mediterrán növényzet, macchia a jellemző, valamint olyan fajok, mint például az örökzöld puszpángfélék, a keleti platán, a görög boróka. A hegyoldalakon a tölgy és a bükk mellett hegyi szil, magas kőris, kislevelű hárs, gyertyán és juhar is él. A folyók mentén fűzfa, égerfa, nyárfa is megtalálható. A Kamcsija, a Batovszka és a Ropotamo vidékén elterjedt a rekettyés. A magas hegységeket tűlevelű erdők borítják, lucfenyővel, jegenyefenyővel, feketefenyővel, erdeifenyővel, balkáni páncélfenyővel, törpeborókával és törpefenyővel. Az erdeifenyő-erdők keverednek lombhullató fákkal, aljnövényzete állhat borókából és áfonyából. A lomboserdőkhöz kapcsolódnak a bokorerdők, orgonával, cserszömörcével, mogyorócserjékkel, krisztustövissel. Az endemikus növények közül a leggazdagabb családok az őszirózsafélék, a szegfűfélék, a tátogatófélék, a rózsafélék és a perjefélék.
2012-es adatok szerint az ország területének 37,2%-a erdő. Bulgáriában található a világ legöregebb fái közé tartozó Bajkusev-fenyő (egy kb. 1300 éves balkáni páncélfenyő) és a mintegy 1600 éves Gránit-tölgy.

### Állatvilág

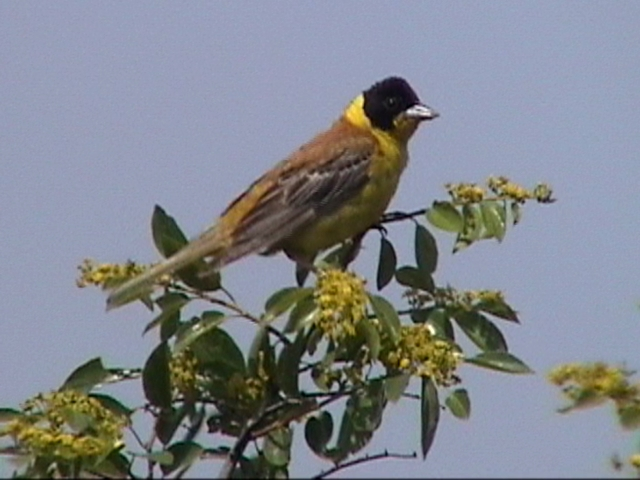
Kucsmás sármány Bulgáriában

Akárcsak a növényvilága, az állatvilága is igen változatos. A Bolgár-tábla, a Balkán-hegység, a Rila–Rodopei-masszívum és az ország délnyugati része az európai–szibériai övezethez tartozik az állatvilág szempontjából, így a közép-európai fajoknak mintegy 60%-a itt is megtalálható (nyúl, sün, vakond, görény, mókus, fogoly, fürj, tőkés réce, sas, bagoly, vaddisznó, vadkecske, szarvas, őz, barna medve,  farkas, róka, menyét, nyuszt stb.) A mediterrán övezetben élő fajok közül többek között olyanok találhatóak Bulgáriában, mint a vízipocok, a mocsári teknős, a fácán, a sakál, viperafélék, siklók. Dél-Dobrudzsára jellemzőek a sztyeppei fajok, valamint olyan átmeneti fajok, mint a pelikán vagy a hattyú. Olyan állatok is megtalálhatóak Bulgáriában, mint a barna delfin, a palackorrú delfin, a vidra, a zerge, vagy a tigrisgörény.

## Környezetvédelem

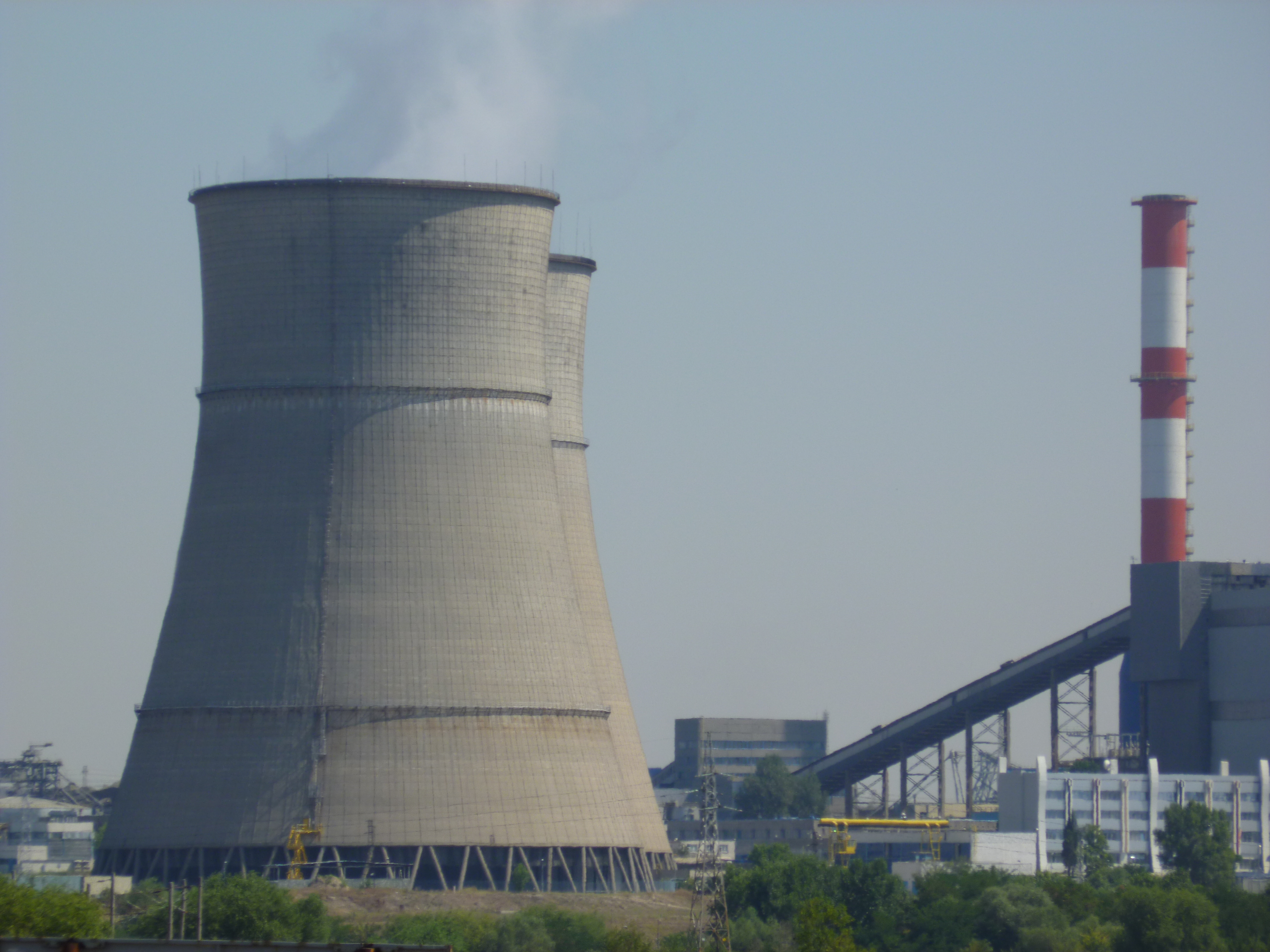
A Marica Iztok 3 hűtőtornyai

Bulgária ratifikálta a Kiotói jegyzőkönyvet, 1990 és 2009 között 30%-kal csökkentette a szén-dioxid-kibocsátást. Ennek ellenére a gyárak és a kohászat okozta szennyezés továbbra is problémát jelent, 2013-ban a légszennyezettség mértéke az európai államok között a legmagasabb volt. A szennyezés a városokat érinti leginkább, ahol a levegő minőségét befolyásolják a kőszénnel működtetett erőművek, valamint a gépjárműforgalom. A rovarirtó szerek használata, valamint az elavult ipari szennyvízrendszerek szennyezik a talajt és a vizeket. Bulgáriában található a Marica Iztok 2 erőmű, mely az Európai Környezetvédelmi Ügynökség szerint a legtöbb környezeti és egészségügyi kárt okozza Európában. 2010-ben nyitották meg az ország első elektronikushulladék-újrafeldolgozó üzemét.
A helyzet javul, a kormány számos programot indított a szennyezés csökkentésére. A Yale Egyetem által kidolgozott környezetvédelmi teljesítménymutató (EPI) szerint 2016-ban Bulgária a 33. helyen áll a világ 180 országa között. A felszíni és talajvíz minősége fokozatosan javul, 2005 óta egyre több víztisztító telep épül. A környezetvédelem 866 millió euróba került 2015-ben, ami a GDP 2,2%-a. Ez a költség évről évre folyamatosan nő.

## Fordítás
Ez a szócikk részben vagy egészben  a   Geography of Bulgaria című angol Wikipédia-szócikk ezen változatának fordításán alapul.  Az eredeti cikk szerkesztőit annak laptörténete sorolja fel. Ez a jelzés csupán a megfogalmazás eredetét és a szerzői jogokat jelzi, nem szolgál a cikkben szereplő információk forrásmegjelöléseként.